# Dendronephthya foliata
Dendronephthya foliata is een zachte koraalsoort uit de familie Nephtheidae. De koraalsoort komt uit het geslacht Dendronephthya. Dendronephthya foliata werd in 1909 voor het eerst wetenschappelijk beschreven door Henderson. 